# Natação no Campeonato Europeu de Esportes Aquáticos de 2016 - 100 m costas feminino
A prova dos 100 metros costas feminino da natação no Campeonato Europeu de Esportes Aquáticos de 2016 ocorreu nos dias 18 e 19 de maio em Londres, no Reino Unido. 

## Calendário
| Fase          | Data       | Hora  |
| ------------- | ---------- | ----- |
| Eliminatórias | 18 de maio | 10:49 |
| Semifinal     | 18 de maio | 19:41 |
| Final         | 19 de maio | 19:00 |

Todos os horários estão no horário local (UTC+0)

## Recordes
Antes desta competição, os recordes eram os seguintes:
| Recorde mundial       | Gemma Spofforth  | 58.12 | Roma      | 28 de julho de 2009 |
| Recorde europeu       | Gemma Spofforth  | 58.12 | Roma      | 28 de julho de 2009 |
| Recorde do campeonato | Anastasia Zuyeva | 59.41 | Eindhoven | 21 de março de 2008 |

Os seguintes novos recordes foram estabelecidos durante esta competição. 
| Data       | Prova         | Nadadora    | Nacionalidade | Tempo | Recordes              |
| ---------- | ------------- | ----------- | ------------- | ----- | --------------------- |
| 18 de maio | Eliminatórias | Mie Nielsen | Dinamarca     | 59.26 | Recorde do campeonato |
| 18 de maio | Semifinal     | Mie Nielsen | Dinamarca     | 59.16 | Recorde do campeonato |
| 19 de maio | Final         | Mie Nielsen | Dinamarca     | 58.73 | Recorde do campeonato |

## Medalhistas
| Ouro              | Prata                | Bronze                |
| Mie Nielsen (DEN) | Katinka Hosszú (HUN) | Kathleen Dawson (GBR) |

## Resultados

### Eliminatórias
Esses foram os resultados das eliminatórias. 
| Pos. | Bateria | Raia | Nadadora                | Nacionalidade | Tempo   | Notas |
| ---- | ------- | ---- | ----------------------- | ------------- | ------- | ----- |
| 1    | 5       | 4    | Mie Nielsen             | Dinamarca     | 59.26   | Q,    |
| 2    | 6       | 4    | Katinka Hosszú          | Hungria       | 59.38   | Q     |
| 3    | 5       | 2    | Kathleen Dawson         | Reino Unido   | 1:00.60 | Q     |
| 4    | 6       | 2    | Katarína Listopadová    | Eslováquia    | 1:00.78 | Q     |
| 5    | 3       | 4    | Ekaterina Avramova      | Turquia       | 1:00.82 | Q     |
| 6    | 4       | 4    | Georgia Davies          | Reino Unido   | 1:00.84 | Q     |
| 7    | 6       | 7    | Carlotta Zofkova        | Itália        | 1:00.88 | Q     |
| 8    | 6       | 6    | Alicja Tchórz           | Polónia       | 1:00.89 | Q     |
| 9    | 6       | 5    | Daryna Zevina           | Ucrânia       | 1:00.98 | Q     |
| 10   | 5       | 3    | Matea Samardžić         | Croácia       | 1:01.27 | Q     |
| 10   | 4       | 1    | Theodora Drakou         | Grécia        | 1:01.27 | Q     |
| 12   | 4       | 5    | Eygló Ósk Gústafsdóttir | Islândia      | 1:01.44 | Q     |
| 12   | 5       | 5    | Elena Gemo              | Itália        | 1:01.44 | Q     |
| 14   | 5       | 7    | Margherita Panziera     | Itália        | 1:01.45 |       |
| 15   | 4       | 6    | Irina Prikhodko         | Rússia        | 1:01.47 | Q     |
| 16   | 5       | 6    | Mimosa Jallow           | Finlândia     | 1:01.49 | Q     |
| 17   | 4       | 3    | Simona Baumrtová        | Chéquia       | 1:01.67 | Q     |
| 18   | 4       | 7    | Harriet Cooper          | Reino Unido   | 1:01.88 |       |
| 19   | 5       | 1    | Kristīna Šteins         | Letônia       | 1:01.93 |       |
| 20   | 4       | 2    | Camille Gheorghiu       | França        | 1:02.11 |       |
| 21   | 4       | 8    | Maaike de Waard         | Países Baixos | 1:02.13 |       |
| 22   | 4       | 0    | Charlotte Evans         | Reino Unido   | 1:02.35 |       |
| 23   | 6       | 9    | Kata Burián             | Hungria       | 1:02.38 |       |
| 24   | 3       | 5    | Halime Zülal Zeren      | Turquia       | 1:02.41 |       |
| 25   | 5       | 8    | Caroline Pilhatsch      | Áustria       | 1:02.52 |       |
| 26   | 6       | 0    | Tereza Grusová          | Chéquia       | 1:02.61 |       |
| 27   | 3       | 6    | Ugnė Mažutaitytė        | Lituânia      | 1:02.66 |       |
| 28   | 6       | 8    | Ida Lindborg            | Suécia        | 1:02.70 |       |
| 29   | 3       | 2    | Alina Kendzior          | Estónia       | 1:02.75 |       |
| 30   | 5       | 9    | Ludwika Szynal          | Polónia       | 1:02.94 |       |
| 31   | 3       | 7    | Karolina Hájková        | Eslováquia    | 1:03.00 |       |
| 32   | 2       | 2    | Henriette Stenkvist     | Suécia        | 1:03.02 |       |
| 33   | 2       | 8    | Věra Kopřivová          | Chéquia       | 1:03.34 |       |
| 34   | 3       | 3    | Karin Tomečková         | Eslováquia    | 1:03.44 |       |
| 35   | 5       | 0    | Réka György             | Hungria       | 1:03.53 |       |
| 35   | 3       | 1    | Danielle Hill           | Irlanda       | 1:03.53 |       |
| 37   | 2       | 5    | Jade Smits              | Bélgica       | 1:03.62 |       |
| 38   | 3       | 8    | Ema Šarar               | Croácia       | 1:03.95 |       |
| 39   | 6       | 1    | Mathilde Cini           | França        | 1:04.08 |       |
| 40   | 2       | 6    | Sigrid Sepp             | Estónia       | 1:04.55 |       |
| 41   | 3       | 9    | Ana Leite               | Portugal      | 1:04.68 |       |
| 42   | 1       | 4    | Signhild Joensen        | Ilhas Feroé   | 1:04.84 |       |
| 43   | 2       | 3    | Kätlin Sepp             | Estónia       | 1:05.18 |       |
| 44   | 3       | 0    | Tatiana Salcutan        | Moldávia      | 1:05.65 |       |
| 45   | 2       | 1    | Francisca Azevedo       | Portugal      | 1:05.68 |       |
| 46   | 1       | 5    | Desiree Felner          | Áustria       | 1:06.07 |       |
| 47   | 1       | 3    | Rita Zeqiri             | Kosovo        | 1:12.67 |       |
| 48   | 2       | 0    | Keren Siebner           | Israel        | DNS     |       |
| 48   | 2       | 4    | Sanja Jovanović         | Croácia       | DNS     |       |
| 48   | 2       | 7    | Magdalena Kuras         | Suécia        | DNS     |       |
| 48   | 4       | 9    | Andrea Murez            | Israel        | DNS     |       |
| 48   | 6       | 3    | Kira Toussaint          | Países Baixos | DNS     |       |

### Semifinal
Esses foram os resultados das semifinais. 
Semifinal 1
| Pos. | Raia | Nadadora             | Nacionalidade | Tempo   | Notas |
| ---- | ---- | -------------------- | ------------- | ------- | ----- |
| 1    | 4    | Katinka Hosszú       | Hungria       | 1:00.03 | Q     |
| 2    | 3    | Georgia Davies       | Reino Unido   | 1:00.58 | Q     |
| 3    | 8    | Simona Baumrtová     | Chéquia       | 1:00.83 |       |
| 4    | 1    | Irina Prikhodko      | Rússia        | 1:01.09 |       |
| 5    | 6    | Alicja Tchórz        | Polónia       | 1:01.19 |       |
| 6    | 5    | Katarína Listopadová | Eslováquia    | 1:01.33 |       |
| 7    | 7    | Elena Gemo           | Itália        | 1:01.70 |       |
| 8    | 2    | Theodora Drakou      | Grécia        | 1:02.06 |       |

Semifinal 2
| Pos. | Raia | Nadadora                | Nacionalidade | Tempo   | Notas |
| ---- | ---- | ----------------------- | ------------- | ------- | ----- |
| 1    | 4    | Mie Nielsen             | Dinamarca     | 59.16   | Q,    |
| 2    | 5    | Kathleen Dawson         | Reino Unido   | 59.83   | Q     |
| 3    | 2    | Daryna Zevina           | Ucrânia       | 1:00.31 | Q     |
| 4    | 1    | Eygló Ósk Gústafsdóttir | Islândia      | 1:00.46 | Q     |
| 5    | 3    | Ekaterina Avramova      | Turquia       | 1:00.52 | Q     |
| 6    | 6    | Carlotta Zofkova        | Itália        | 1:00.81 | Q     |
| 7    | 8    | Mimosa Jallow           | Finlândia     | 1:01.16 |       |
| 8    | 7    | Matea Samardžić         | Croácia       | 1:01.80 |       |

### Final
Esse foi o resultado da final. 
| Pos.              | Raia | Nadadora                | Nacionalidade | Tempo   | Notas                 |
| ----------------- | ---- | ----------------------- | ------------- | ------- | --------------------- |
| Medalha de ouro   | 4    | Mie Nielsen             | Dinamarca     | 58.73   | Recorde do campeonato |
| Medalha de prata  | 3    | Katinka Hosszú          | Hungria       | 58.94   |                       |
| Medalha de bronze | 5    | Kathleen Dawson         | Reino Unido   | 59.68   |                       |
| 4                 | 6    | Daryna Zevina           | Ucrânia       | 59.97   |                       |
| 5                 | 1    | Georgia Davies          | Reino Unido   | 59.99   |                       |
| 6                 | 2    | Eygló Ósk Gústafsdóttir | Islândia      | 1:00.98 |                       |
| 6                 | 8    | Carlotta Zofkova        | Itália        | 1:00.98 |                       |
| 8                 | 7    | Ekaterina Avramova      | Turquia       | 1:01.10 |                       |

Legenda
| Recorde mundial       | Recorde mundial (World record)               |                       | Recorde africano                      | Recorde africano (African) |                                           | Q | Classificado por posição (Qualified) |
| Recorde do campeonato | Recorde do campeonato (Championship record)  | Recorde da América    | Recorde da América (Americas)         | q                          | Classificado por melhor tempo (Qualified) |   |                                      |
| Melhor marca do ano   | Melhor marca do ano (World leading)          | Recorde asiático      | Recorde asiático (Asian)              | DNS                        | Não largou (Did not start)                |   |                                      |
| Recorde nacional      | Recorde nacional (National record)           | Recorde europeu       | Recorde europeu (European)            | DNF                        | Não terminou (Did not finish)             |   |                                      |
| Recorde pessoal       | Recorde pessoal do atleta (Personal best)    | Recorde da Oceania    | Recorde da Oceania (Oceania)          | DSQ / DQ                   | Desclassificado (Disqualified)            |   |                                      |
| Recorde da temporada  | Recorde da temporada do atleta (Season best) | Recorde sul-americano | Recorde sul-americano (South America) | NM                         | Sem marca (No mark)                       |   |                                      |